# ヤニック・モレイラ
ヤニック・ピレス・モレイラ  (Yanick Pires Moreira 1991年7月31日 - )は、アンゴラ・首都ルアンダ出身のバスケットボール選手。ポジションはC/PF。

## 来歴
2008年に国内リーグでプロデビュー。2011年のNBA選手を目指す為に渡米し、テキサス州のサウス・プレイン短大に入学。短大リーグの優勝を経験した後、2013年にラリー・ブラウンがヘッドコーチを務めていた南メソジスト大学に編入した。2014-15シーズンはNCAAトーナメントに出場し、UCLAと対戦。所属するAACの2ndチームなどに選出されるなど充実したシーズンを送ったものの、2015年のNBAドラフトでは指名外に終わった。
その後同年夏のNBAサマーリーグではロサンゼルス・クリッパーズの一員として参加するも、9月に左足を骨折。結局トレーニングキャンプ契約も結ぶことも出来ず、11月にフランスで再デビューとなった。
2016年夏のNBAサマーリーグは、トロント・ラプターズの一員として参加。8月11日にトレーニングキャンプに関する契約を結び、開幕ロースター入りを目指したが、シーズン開幕前に解雇され、10月30日に傘下のラプターズ・905に送られ、NBA入りを目指すことになった。

## アンゴラ代表
2008年にエジプトで開催されたFIBAU-18アフリカ選手権でユース世代の代表に招集され、準優勝を経験。2014年FIBAバスケットボール・ワールドカップでフル代表を果たした。